# Тахіони
Тахіон або тахіонна частинка — це гіпотетична частинка, яка завжди рухається швидше за світло. Фізики припускають, що такі частинки не можуть існувати, оскільки вони несумісні з відомими законами фізики. Якби тахіони існували, їх можна було б використати для передавання сигналів швидше за світло та навіть у минуле. Проте згідно з теорією відносності це призвело б до порушення принципу причинності, створюючи логічні парадокси, зокрема так званий «парадокс убитого дідуся». Особливістю тахіонів є те, що зі зменшенням їхньої енергії їхня швидкість зростає. Водночас для уповільнення такої частинки до швидкості світла знадобилася б нескінченна кількість енергії. Достовірних експериментальних підтверджень існування тахіонів на сьогодні не отримано.
У статті 1967 року, в якій вперше було введено термін, Джеральд Файнберг запропонував, що тахіонні частинки можуть виникати як збудження квантового поля з уявною масою. Проте згодом стало зрозуміло, що модель Файнберга насправді не допускає надсвітлових (швидших за світло) частинок або сигналів, і що тахіонні поля лише призводять до нестабільностей, а не до порушення причинності. Термін «тахіонне поле» стосується саме полів з уявною масою, а не надсвітлових частинок.

## Етимологія
Термін «тахіон» походить від грец. ταχύς (tachus) — «швидкий». Додатково розрізняють два інші типи частинок: люксони (які завжди рухаються зі швидкістю світла) та брайдіони (які завжди рухаються повільніше за світло); обидва ці типи частинок відомі науці.

## Історія
Обговорення частинок, що рухаються швидше за світло, велося ще до появи теорії відносності, зокрема такими фізиками, як Джозеф Джон Томсон та Арнольд Зоммерфельд. У 1962 році та знову у 1969-му Олекса-Мирон Біланюк, Віджай Дешпанді та Джордж Сударшан розглядали можливість існування класу надсвітлових частинок, узгоджених зі спеціальною теорією відносності. У своїй роботі вони підкреслювали, що світлові частинки не прискорюються, а виникають одразу з повною швидкістю світла. Аналогічно вони стверджували, що хоча прискорення звичайної матерії до швидкості, більшої за світло, є несумісним зі спеціальною теорією відносності, це не виключає можливості утворення частинок, які від самого початку рухаються швидше за світло.
Термін «тахіон» був введений Джеральдом Файнбергом у статті 1967 року під назвою «Можливість існування частинок, що рухаються швидше за світло». На ідею його надихнула науково-фантастична розповідь Джеймса Бліша «Beep». Файнберг досліджував кінематику таких частинок у рамках спеціальної теорії відносності. У своїй статті він також запропонував поля з уявною масою (нині їх також називають тахіонними) у спробі зрозуміти мікрофізичне походження таких частинок. У вересні 2011 року повідомлялося, що тау-нейтрино рухалося швидше за світло; проте пізніші оновлення від CERN щодо експерименту OPERA показали, що результати з надсвітловою швидкістю були спричинені несправністю елемента системи оптоволоконного синхронного часу експерименту.

## Спеціальна теорія відносності

Так виглядає об'єкт сферичної форми, який рухається швидше за світло (тобто так міг би виглядати тахіон або тіло, яке складається з тахіонів, якби він/воно могли випромінювати або відбивати світло). Через рух зі швидкістю, більшою за швидкість світла, він невидимий, коли рухається назустріч спостерігачу. Тільки коли він пройде через найближчу до спостерігача точку траєкторії, той побачить об'єкт, який з'явився раптом та який розділяється на два об'єкти (зображення), які віддаляються один від одного, причому одне з них наближається до спостерігача і потім віддаляється, рухаючись у напрямку руху реального об'єкта, а інше — рухається у зворотному напрямку. Зміни об'єкта спостерігаються в цьому зображенні у «зворотному» часі.

У рамках спеціальної теорії відносності частинка, що рухається швидше за світло, мала б 4-імпульс, на відміну від звичайних частинок, які мають часоподібний 4-імпульс. Хоча деякі теорії припускають, що маса тахіонів є уявною, сучасні формулювання часто розглядають її як реальну, із відповідно перерахованими формулами для імпульсу та енергії. Крім того, оскільки тахіони обмежені просторовою ділянкою графіка енергії та імпульсу, вони не можуть уповільнитися до підсвітлових (повільніших за світло) швидкостей.

### Маса
У теорії, інваріантній відносно перетворень Лоренца, ті самі формули, що застосовуються до звичайних частинок, повільніших за світло (іноді їх називають брайдіонами в контексті обговорення тахіонів), повинні також застосовуватися до тахіонів. Зокрема, співвідношення між енергією та імпульсом:
{\displaystyle E^{2}=(pc)^{2}+(mc^{2})^{2}\;}
де p — релятивістський імпульс брайдіона, а m — його маса спокою, залишається дійсним, як і формула для повної енергії частинки:
{\displaystyle E={\frac {mc^{2}}{\sqrt {1-{\frac {v^{2}}{c^{2}}}}}}.}
Ці рівняння показують, що повна енергія частинки (брайдіона або тахіона) включає внесок її маси спокою («енергія спокою») та внесок руху, тобто кінетичну енергію. Коли v (швидкість частинки) перевищує c (швидкість світла), знаменник у формулі енергії стає уявним, оскільки підкорінне значення від'ємне. Оскільки повна енергія частинки має бути реальною (а не комплексною чи уявною) для практичного сенсу як фізичної величини, чисельник також повинен бути уявним — тобто маса спокою m має бути уявною, адже чисто уявне число, поділене на інше чисто уявне число, дає дійсне число.
У деяких сучасних підходах до теорії масу тахіонів розглядають як реальну.

### Швидкість
Цікавим ефектом є те, що, на відміну від звичайних частинок, швидкість тахіона зростає зі зменшенням його енергії. Зокрема, E прямує до нуля, коли v прямує до нескінченності. (Для звичайної брайдіонної матерії E зростає зі збільшенням швидкості, стаючи довільно великою, коли v наближається до c, швидкості світла.) Таким чином, так само як брайдіонам заборонено перевищувати швидкість світла, тахіонам заборонено уповільнюватися до швидкості нижче c, оскільки для досягнення межі з будь-якого боку потрібна нескінченна енергія. Як зауважували Альберт Ейнштейн, Річард Толмен та інші, спеціальна теорія відносності передбачає, що надсвітлові частинки, якщо б вони існували, могли б використовуватися для передачі інформації назад у часі.

### Нейтрино
У 1985 році Чодос запропонував, що нейтрино можуть мати тахіонну природу. Можливість руху частинок стандартної моделі зі швидкістю, більшою за світло, може моделюватися за допомогою членів, що порушують інваріантність Лоренца, наприклад у Розширенні стандартної моделі (англ. Standard-Model Extension). У цій концепції нейтрино зазнають коливань, що порушують інваріантність Лоренца, і можуть рухатися швидше за світло на високих енергіях. Пропозиція була піддана значній критиці.

### Надсвітлова передача інформації

Діаграма простору-часу демонструє, що рух швидше за світло у рамках спеціальної теорії відносності передбачає можливість подорожей у часі. Космічний корабель відправляється з Землі з точки A до C зі швидкістю, меншою за швидкість світла. У точці B Земля випромінює тахіон, який рухається швидше за світло, але вперед у часі в системі відліку Землі, і досягає корабля в точці C. Корабель потім відправляє інший тахіон назад на Землю від C до D. Цей тахіон також рухається вперед у часі в системі відліку корабля. Таким чином Земля фактично може передати сигнал від B до D «назад у часі».

Якщо тахіони можуть передавати інформацію швидше за світло, то згідно з теорією відносності вони порушують причинність, що призводить до логічних парадоксів типу «парадокс убитого дідуся». Це часто ілюструють думковими експериментами, такими як «парадокс тахіонного телефону» або «логічно шкідливий самоінгібітор».
Проблему можна зрозуміти через відносність одночасності у спеціальній теорії відносності, яка стверджує, що різні інерційні системи відліку можуть не погоджуватися щодо того, чи відбулися два події в різних місцях «одночасно», а також можуть не погоджуватися щодо їх порядку. (Технічно, такі розбіжності виникають, коли просторово-часовий інтервал між подіями є «просторовим», тобто жодна подія не лежить у світловому конусі майбутнього іншої).
Якщо одна з двох подій представляє відправлення сигналу з одного місця, а друга подія — отримання того самого сигналу в іншому місці, то за умови, що сигнал рухається зі швидкістю світла або повільніше, математика одночасності гарантує, що всі системи відліку погоджуються, що подія передачі сталася перед подією отримання. Проте у випадку гіпотетичного сигналу, що рухається швидше за світло, завжди існуватимуть системи відліку, у яких сигнал отримано раніше, ніж його було відправлено, тобто сигнал рухався «назад у часі».
Оскільки один із двох фундаментальних постулатів спеціальної теорії відносності стверджує, що закони фізики повинні діяти однаково в усіх інерційних системах відліку, якщо у будь-якій системі сигнал може рухатися назад у часі, це має бути можливо у всіх системах. Це означає, що якщо спостерігач A відправляє сигнал спостерігачу B, який рухається швидше за світло в системі A, але назад у часі в системі B, а потім B відправляє відповідь, яка рухається швидше за світло в системі B, але назад у часі в системі A, то може вийти, що A отримує відповідь ще до відправлення початкового сигналу, що порушує причинність у всіх системах і відкриває шлях до серйозних логічних парадоксів. Це явище відоме як тахіонний антителефон.

#### Принцип переінтерпретації
Принцип переінтерпретації[3][8][24] стверджує, що тахіон, відправлений назад у часі, завжди можна інтерпретувати як тахіон, що рухається вперед у часі, оскільки спостерігачі не можуть розрізнити випромінювання та поглинання тахіонів. Спроба виявити тахіон із майбутнього (і порушити причинність) насправді створила б той самий тахіон і відправила його вперед у часі, що є причинним процесом.
Проте цей принцип не користується широким визнанням як спосіб розв'язання парадоксів[16]. Для уникнення парадоксів було б необхідно, щоб, на відміну від будь-яких відомих частинок, тахіони ніяк не взаємодіяли і ніколи не могли бути виявлені чи спостережені, інакше пучок тахіонів можна було б модулювати й використати для створення антителефону або «логічно шкідливого самоінгібітора». Вважається, що всі форми енергії взаємодіють принаймні гравітаційно, і багато авторів зазначають, що надсвітлова передача у теоріях, інваріантних щодо перетворень Лоренца, завжди призводить до причинних парадоксів.

## Фундаментальні моделі
У сучасній фізиці всі фундаментальні частинки розглядаються як збудження квантових полів. Існує кілька різних способів, у яких тахіонні частинки можна включити в теорію поля.

### Поля з уявною масою
У статті, де був вперше введений термін «тахіон», Джеральд Файнберг досліджував квантові поля, інваріантні відносно перетворень Лоренца, з уявною масою. Оскільки групова швидкість такого поля є надсвітловою, на перший погляд здається, що його збудження поширюються швидше за світло. Проте швидко було зрозуміло, що надсвітлова групова швидкість не відповідає швидкості поширення будь-якого локалізованого збудження (такого, як частинка). Натомість негативна маса характеризує нестабільність, що призводить до конденсації тахіонів, і всі збудження поля поширюються підсвітлово та узгоджуються з причинністю. Незважаючи на відсутність надсвітлового поширення, у багатьох джерелах такі поля просто називають «тахіонами».
Тахіонні поля відіграють важливу роль у сучасній фізиці. Можливо, найвідомішим прикладом є бозон Хіггса у Стандартній моделі фізики частинок, який має уявну масу у своїй неконденсованій фазі. Загалом, явище спонтанного порушення симетрії, яке тісно пов'язане з конденсацією тахіонів, відіграє важливу роль у багатьох аспектах теоретичної фізики, включно з теоріями надпровідності Гінзбурга–Ландау та Бардіна — Купера — Шріффера (БКШ). Іншим прикладом тахіонного поля є тахіон у теорії бозонних струн.

### Теорії з порушенням інваріантності Лоренца
У теоріях, які не дотримуються інваріантності Лоренца, швидкість світла не є (не обов'язково) межею, і частинки можуть рухатися швидше за світло без потреби в нескінченній енергії або виникнення причинних парадоксів. До такого класу належать розширення Стандартної моделі. Проте експериментальні підтвердження інваріантності Лоренца є надзвичайно точними, тому такі теорії сильно обмежені.

### Поля з неканонічним кінетичним членом
Модифікуючи кінетичний член поля, можна побудувати поля, інваріантні відносно Лоренца, з збудженнями, що поширюються надсвітлово. Проте такі теорії, загалом, не мають чітко визначеної задачі Коші (через проблеми причинності, описані вище) і, ймовірно, є неконсистентними на квантовому рівні.

## У художній літературі
Тахіони з'являлися у багатьох художніх творах. Вони часто використовуються як зручний механізм, на який опираються автори наукової фантастики для забезпечення надсвітлового зв'язку, як з урахуванням проблем причинності, так і без них. Слово «тахіон» стало настільки широко впізнаваним, що може надавати предмету науково-фантастичну конотацію навіть тоді, коли він не має прямого відношення до надсвітлових подорожей (це своєрідна форма техноболоту, подібна до «позитронного мозку»).